# Replay -君は僕のeverything-
『Replay -君は僕のeverything-』（リプレイ -きみはぼくのエブリシング-）は韓国の男性5人組アイドルグループ、SHINeeの日本デビューシングル。2011年6月22日発売。

## 解説
- 韓国男性グループ、SHINeeの日本デビューシングル。
- この曲は2008年5月23日に韓国で発売された、1st Mini Album「누난 너무 예뻐(Replay)」に収録されている『누난 너무 예뻐(Replay)』の日本語版である。またカップリング曲の『Hello』も同様に、2010年10月4日に発売された2集 Repackage 「HELLO」に収録されている曲の日本語版である。
- シングル発表当初『Replay』というタイトルだったが、後日「-君は僕のeverything-」というサブタイトルがつき、『Replay -君は僕のeverything-』が正式タイトルとなる。[1]
- ミュージックビデオには、少女時代のユナが出演している。
- プレミアム盤と通常盤の2形態リリース。
- 2011年7月4日付、オリコン週間シングルランキングの2位に初登場。

## 仕様
- プレミアム盤（完全初回生産限定）
- CD+DVD+フォトブックレット68P、特典トレーディングカード（全6種の中から1種をランダムで封入）、日本デビュー・プレミアム・レセプションの応募券付
- 通常盤（フォトブックレット仕様）
- CD+DVD+フォトブックレット44P、特典ポストカード（1種を初回生産分のみ封入）、日本デビュー・プレミアム・レセプションの応募券付（初回生産分のみ）

## 収録曲

### CD
初回限定盤
1. Replay -君は僕のeverything-
  - 日本語詞：HIRO、作曲・編曲：JASON PENNOCK/TCHAKA DIALLO/JAMES BURNEY II/RAVAUGHN NICHELLE BROWN/JACK KUGELL、Additional Arrangement：YOUNG-JIN YOO
  - 中京テレビ『サタメン!!!』6月度エンディング
2. Hello
  - 日本語詞：NATSUMI KOBAYASHI、作曲：TIM MCEWAN/JESS CATES/LARS JENSEN、編曲：BEOM-KEUN PARK
3. 누난 너무 예뻐 -Replay- [Korean ver.]
  - 韓国語詞：YOUNG-HU KIM、作曲・編曲：JASON PENNOCK/TCHAKA DIALLO/JAMES BURNEY II/RAVAUGHN NICHELLE BROWN/JACK KUGELL、Additional Arrangement：YOUNG-JIN YOO
4. Hello[Korean ver.]
  - 韓国語詞：EANA KIM、作曲：TIM MCEWAN/JESS CATES/LARS JENSEN、編曲：BEOM-KEUN PARK

通常盤
1. Replay -君は僕のeverything-
2. Hello

### DVD
初回限定盤
1. Replay -君は僕のeverything- Music Video
2. Replay -君は僕のeverything- Dance Music Video
3. Replay -君は僕のeverything- Teaser

通常盤
1. Replay -君は僕のeverything- Music Video
2. Replay -君は僕のeverything- Jacket Shooting Sketch
3. Replay -君は僕のeverything- Music Video Shooting Sketch
4. Replay -君は僕のeverything- Teaser